# Teresa Scanlan

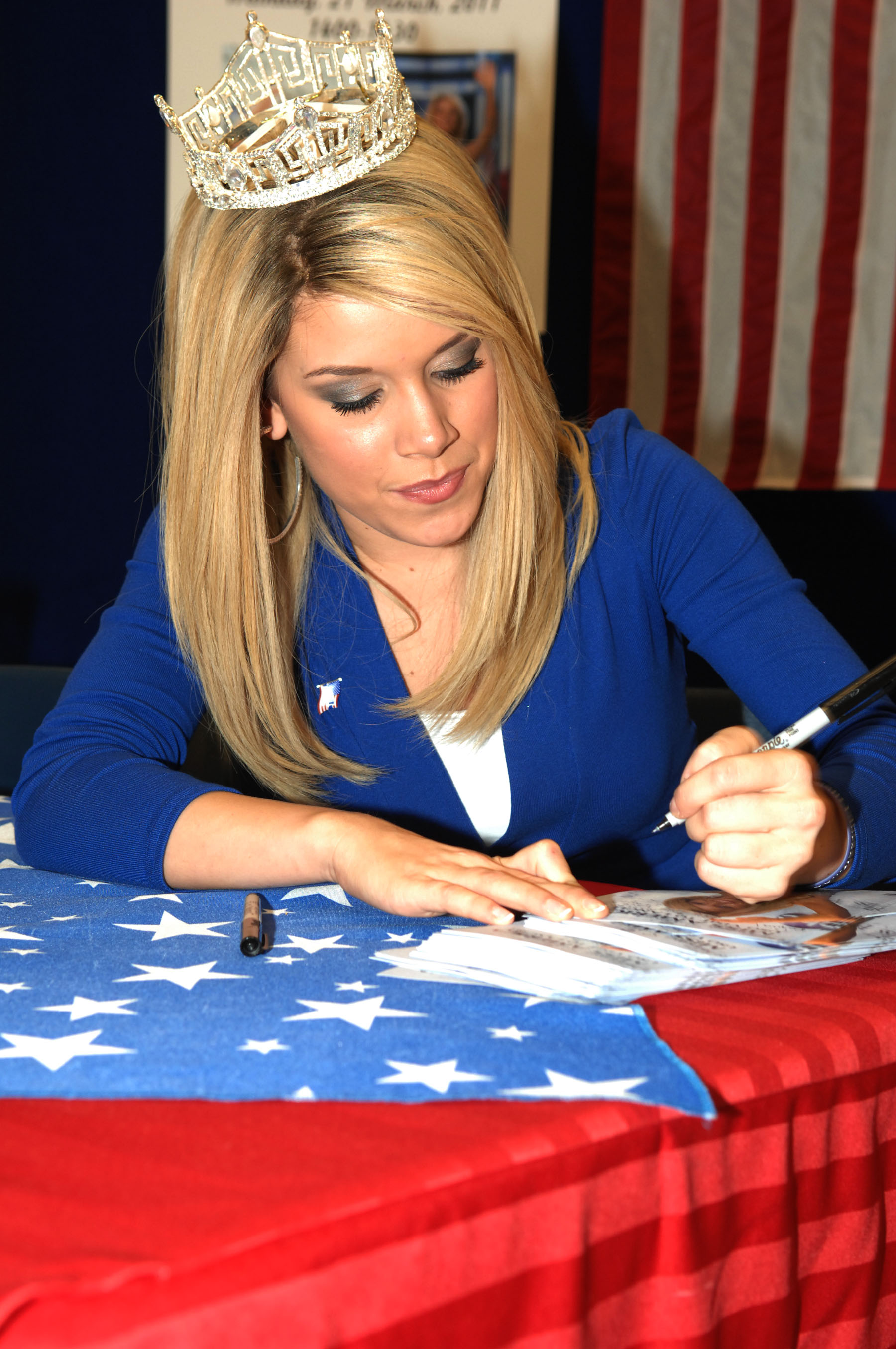
Scanlan beim Signieren von Photographien auf der Langley Air Force Base 2011

Teresa Scanlan (* 6. Februar 1993 in Gering, Nebraska) ist eine US-amerikanische Schönheitskönigin und Miss America 2011. Die Miss Nebraska 2010 ist die jüngste Titelträgerin seit Bette Cooper 1937.

## Biografie
Scanlan ist kroatischer Abstammung. Ihre Großeltern mütterlicherseits, Frank und Nives Jelich, immigrierten von der Insel Ilovik, Kroatien, in die Vereinigten Staaten.
Scanlan erhielt außerschulischen Unterricht bis zu ihrem ersten halben Junior-Jahr auf der Gering High School. Sie machte einen Abschluss auf der Scottsbluff High School im Frühjahr 2010, nachdem sie dort ein Jahr wiederholt hatte.
Den Titel der Miss Nebraska gewann sie am 5. Juni 2010 und nahm die Krone von ihrer Vorgängerin Brittany Jeffers in Empfang.
Scanlan interessiert sich für Essstörungen und spielt Klavier. Mit 17 Jahren war sie die jüngste Miss Nebraska aller Zeiten.  Nach dem Gewinn des Titels der Miss Nebraska kündigte Scanlan ein Jahr Auszeit von der Schule an, um ihre Verpflichtungen als Miss Nebraska zu erfüllen, und dass sie ihre Einschreibung auf das Patrick Henry College auf Herbst 2011 verschoben habe.
Den Titel Miss America gewann sie am 15. Januar 2011 als erste Miss Nebraska und jüngste Gewinnerin seit 74 Jahren.
Scalan studiert seit 2012 am evangelikalen Patrick Henry College.